# The Puppies
The Puppies è un cortometraggio muto del 1905. Il nome del regista non viene riportato nei credit del film.

## Produzione
Il film fu prodotto dalla Hepworth.

## Distribuzione
Distribuito dalla Hepworth, il film - un cortometraggio di 30 metri - uscì nelle sale cinematografiche britanniche nel 1905.